# 塔莉雅
塔莉雅股份有限公司，簡稱塔莉雅股份和塔莉雅（港譯為「黛莉亞」），在1941年，由現時董事長及首席執行官野野川大介，於名古屋市（總部）成立前身為「塔莉雅商事股份有限公司」設立化粧品部門，奠定化粧品事業。
到了1950年，首次發明產品「塔莉雅小姐染髮劑」，1958年，更名為「塔莉雅工業股份有限公司」；1959年，由於日本女神迈那得斯化粧品成立關係，故此當時銷售化粧品部門進行分拆；1965年，更名為「塔莉雅小姐股份有限公司」；到了1968年，更名為「塔莉雅股份有限公司」至今。
現時業務在全球經營生產和銷售各類染髮、洗臉、和其他產品，其中「沙龍級」品牌最普遍。

## 外部連結
- dariyacosme.com （页面存档备份，存于）
- dariya.com.hk （页面存档备份，存于）